# Жабник (Свети Мартин на Мури)
Жабник је насељено место у саставу општине Свети Мартин на Мури у Међимурској жупанији, Хрватска. До територијалне реорганизације у Хрватској налазио се у саставу старе општине Чаковец. Жабник је најсеверније насеље у Хрватској.

## Становништво
На попису становништва 2011. године, Жабник је имао 372 становника.

## Попис1991.
На попису становништва 1991. године, насељено место Жабник је имало 368 становника, следећег националног састава:
| Попис 1991.‍ | Попис 1991.‍ | Попис 1991.‍ | Попис 1991.‍ | Попис 1991.‍ |
| ----------- | ----------- | ----------- | ----------- | ----------- |
|             |             |             |             |             |
| Хрвати      | Хрвати      |             | 353         | 95,92%      |
| Словенци    | Словенци    |             | 4           | 1,08%       |
| Мађари      | Мађари      |             | 1           | 0,27%       |
| Украјинци   | Украјинци   |             | 1           | 0,27%       |
| непознато   | непознато   |             | 9           | 2,44%       |
| укупно: 368 |             |             |             |             |